# Periope ivesi
Periope ivesi är en stekelart som beskrevs av Lewis, Heikes och Lewis 1990. Periope ivesi ingår i släktet Periope och familjen brokparasitsteklar. Inga underarter finns listade i Catalogue of Life.